# Probot (album)
Probot è il primo e, al momento, unico album realizzato dalla "all stars" metal band, Probot.

## Il disco
Il disco, almeno per i testi (scritti tutti da Dave Grohl), è molto simile al primo album dei Foo Fighters; oltre a questo il rocker ha realizzato anche la maggior parte della strumentazione, eccetto il lavoro chitarristico, svolto da Kim Thayil, ex dei Soundgarden.
È stato girato il video della canzone "Shake Your Blood" estratta dall'album, con Lemmy al basso, Dave alla batteria e Wino alla chitarra in una clip stile Motörhead, dove compaiono anche le SuicideGirls, qui, tutte e 66.
La copertina è opera di Away, dei Voivod.

## Tracce
1. Centuries of Sin (con Cronos dei Venom) – 4:10
2. Red War (con Max Cavalera dei Sepultura e dei Soulfly) – 3:30
3. Shake Your Blood (con Lemmy dei Motörhead) – 3:00
4. Access Babylon (con Mike Dean dei Corrosion of Conformity) – 1:24
5. Silent Spring (con Kurt Brecht dei Dirty Rotten Imbeciles) – 3:28
6. Ice Cold Man (con Lee Dorrian dei Cathedral e dei Napalm Death, e Kim Thayil dei Soundgarden) – 5:53
7. The Emerald Law (con Wino dei Saint Vitus e dei The Obsessed) – 5:33
8. Big Sky (con Tom G. Warrior dei Celtic Frost) – 4:51
9. Dictatosaurus (con Snake dei Voivod) – 3:52
10. My Tortured Soul (con Eric Wagner dei Trouble) – 5:00
11. Sweet Dreams (con King Diamond dei King Diamond e dei Mercyful Fate, e Kim Thayil dei Soundgarden; include la traccia fantasma I Am the Warlock, con Jack Black dei Tenacious D)